# Phủ Chủ tịch
Phủ Chủ tịch tại Hà Nội, Việt Nam là nơi ở và làm việc của Chủ tịch nước, Phó Chủ tịch nước Cộng hòa xã hội chủ nghĩa Việt Nam, đồng thời là trụ sở của Văn phòng Chủ tịch nước. Tòa nhà nằm trong khuôn viên của khu Phủ chủ tịch, gần lăng Chủ tịch Hồ Chí Minh và quảng trường Ba Đình, Hà Nội.
Đây cũng là nơi diễn ra lễ đón các nguyên thủ quốc gia hoặc người đứng đầu chính phủ đến thăm chính thức Việt Nam.

## Kiến trúc

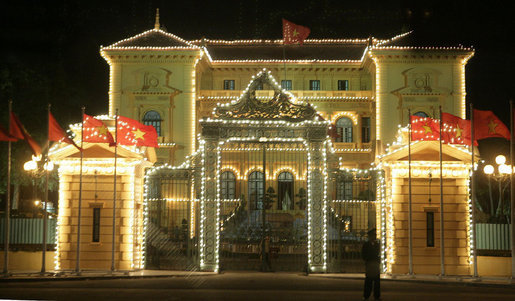
Mặt trước Phủ Chủ tịch khi về đêm vào năm 2006

Tòa nhà là một trong những dinh thự lớn nhất được Pháp xây ở Đông Dương gồm 30 phòng, mỗi phòng có một phong cách trang trí khác nhau. Theo thiết kế ban đầu dành cho phủ Toàn quyền Đông Dương, mặt bằng của tòa nhà được thiết kế đối xứng, có một khối lớn ở giữa và hai khối ở hai bên. Tòa nhà này có hai tầng chính đặt trên một tầng đế, trên cùng là một tầng sát mái. Tầng đế là một tầng nửa hầm xây nổi, có kẻ mạch vữa giả đá thường thấy trong kiến trúc cổ điển Pháp, đặt các phòng phục vụ; tầng hai vốn là phòng khách, phòng làm việc và phòng đại tiệc. Tầng ba là những phòng riêng và nơi ở của Toàn quyền Đông Dương.
Giống nhiều kiến trúc thuộc địa Pháp cùng thời, nó có phong cách hoàn toàn Châu Âu. Yếu tố Việt Nam duy nhất trong khu vực là các cây xoài trồng ở vườn xung quanh.
Tòa nhà được quét vôi vàng, nằm sau cổng sắt. Các yếu tố của kiến trúc Phục hưng Ý có thể liệt kê là:
- các phòng (aedicules)
- cầu thang lớn và sảnh trung tâm (a formal piano nobile reached by a grand staircase)
- các trán tường gãy (broken pediments)
- các cột cổ điển (classical columns)
- các góc tường (quoins)

## Lịch sử

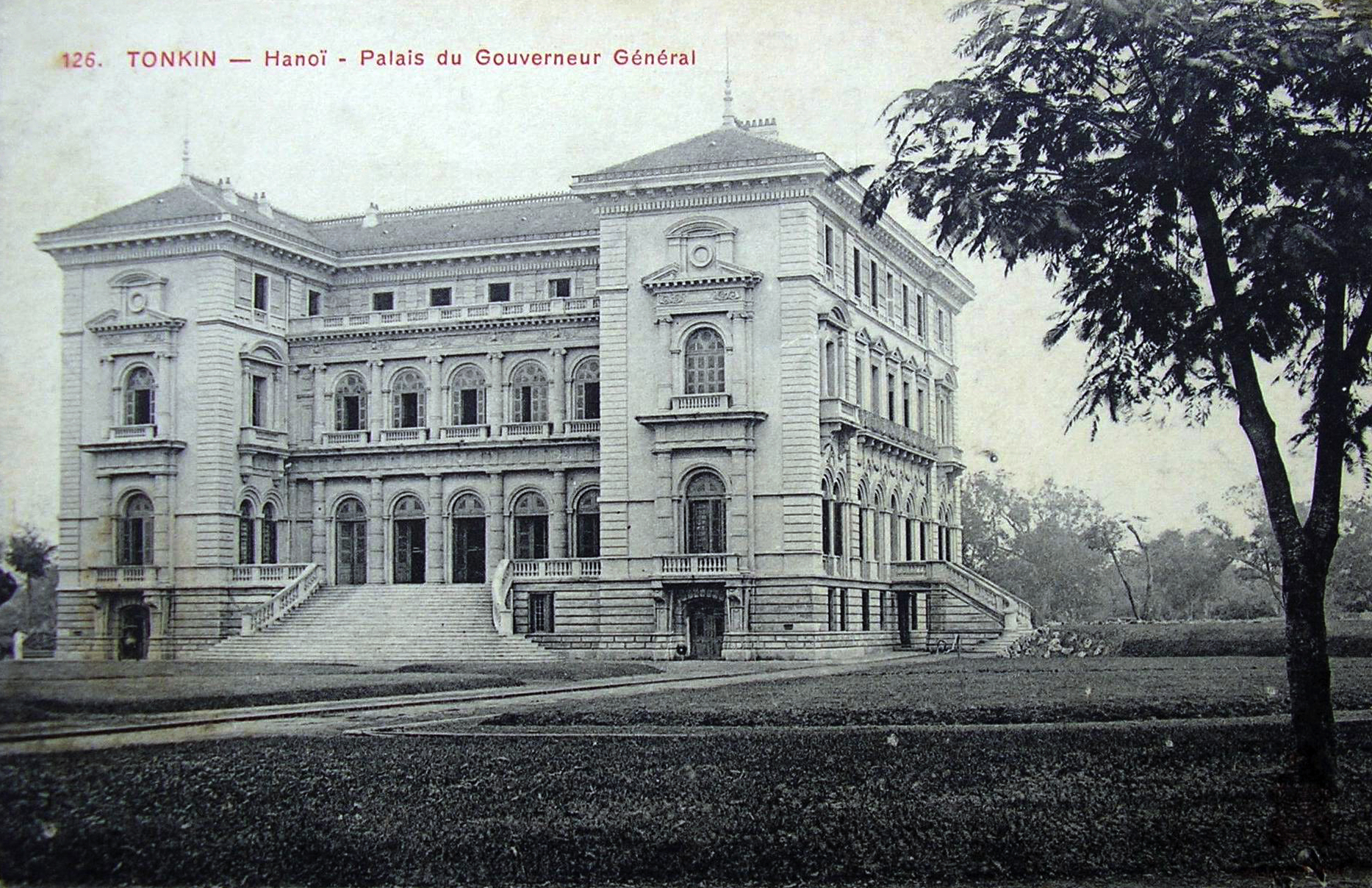
Tòa nhà vào đầu thế kỉ XX

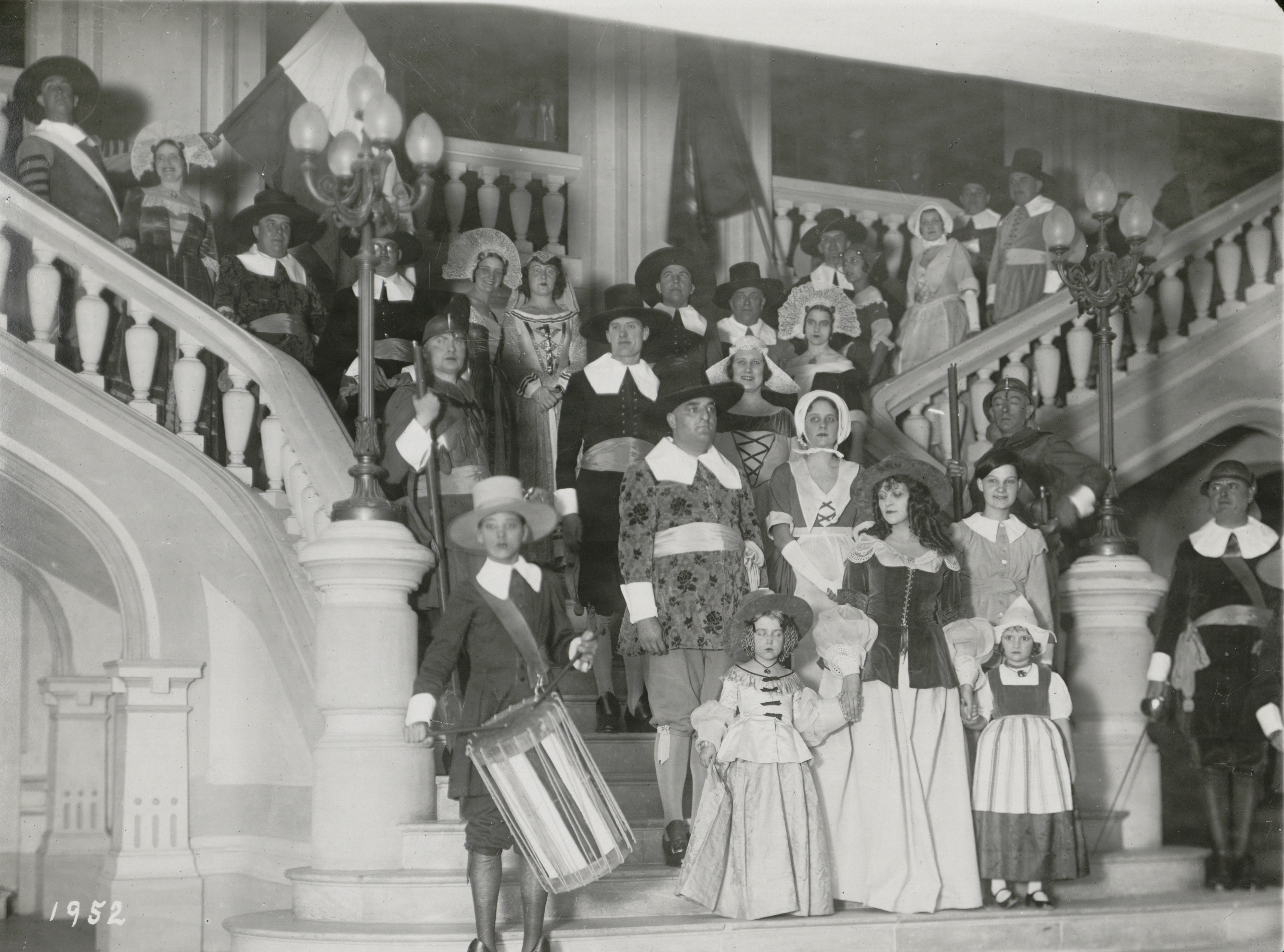
Bên trong Phủ Toàn quyền Đông Dương năm 1930

Cuối thế kỷ 19, trong quá trình xâm lược Việt Nam, người Pháp đã tổ chức ra một bộ máy khá hoàn chỉnh từ trung ương cho đến địa phương. Ở trung ương là Phủ toàn quyền Đông Dương; ở các kỳ là Thống sứ Bắc Kỳ, Khâm sứ Trung Kỳ, Thống đốc Nam Kỳ; ở các tỉnh là các Công sứ... nhằm phục vụ cho việc cai trị Việt Nam thời kì đó.
Sau khi chiếm được Hà Nội vào năm 1883, người Pháp đã tiến hành xây dựng thành phố Hà Nội mới, xây dựng các công trình cơ sở hạ tầng, trong đó có trụ sở Phủ toàn quyền Đông Dương, phục vụ cho công cuộc khai thác thuộc địa lần thứ nhất.

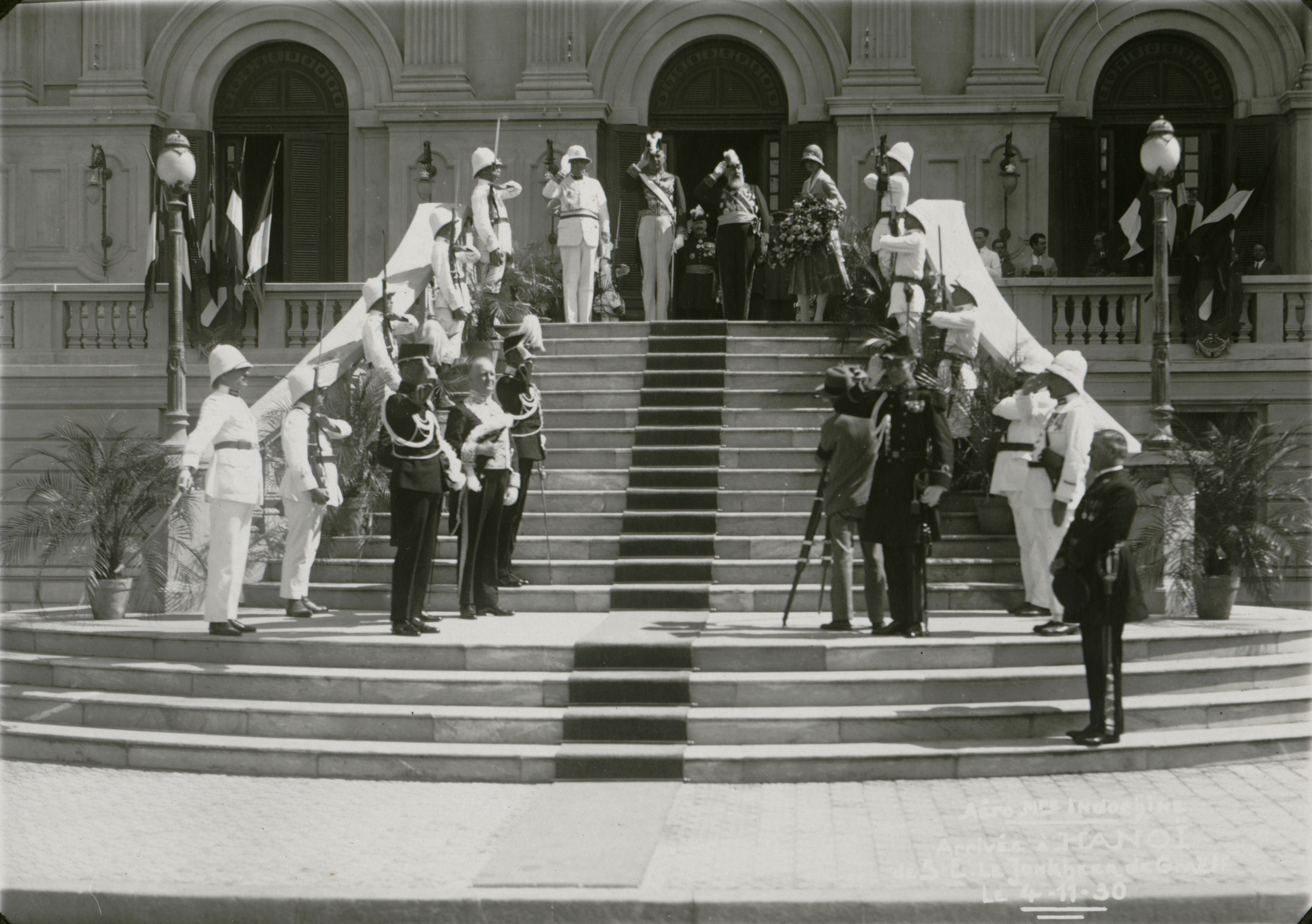
Phủ Chủ tịch khi còn là Phủ Toàn quyền Đông Dương

Công trình Phủ Toàn quyền Đông Dương (tiếng Pháp: Palais du Gouvernement général de l'Indochine) tại Hà Nội do kiến trúc sư Charles Lichtenfelder thiết kế và được xây dựng trong những năm 1901-1906 với quy mô hoành tráng, uy nghiêm và quyền lực. Có nguồn cho biết người phụ trách xây dựng phủ là Auguste Henri Vildieu vì ông là người đứng đầu bộ phận xây dựng công của chế độ thực dân Pháp khi ấy. Việc xây dựng được khởi xướng bởi Toàn quyền Paul Doumer, học giả William Logan cho rằng việc tạo ra các dinh thự ở Hà Nội là một niềm đam mê quá mức của Doumer vì muốn xây dựng một thủ đô thuộc địa phản chiếu vinh quang của nước Pháp. Từ khi tòa nhà được hoàn thành đến ngày cách mạng Tháng Tám năm 1945 thành công, đã có 29 đời Toàn quyền và Quyền Toàn quyền ở và làm việc.

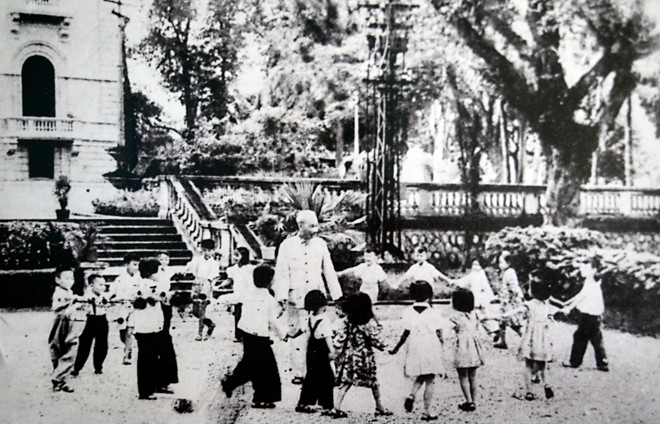
Chủ tịch Hồ Chí Minh vui chơi với thiếu nhi tại Phủ Chủ tịch

Khi Nhật đảo chính Pháp tại Đông Dương, dinh thự này được sử dụng là nơi ở và làm việc của Công sứ Nhật tại Bắc Bộ. Sau khi Nhật đầu hàng Đồng Minh, người Pháp tìm cách tiếp quản dinh thự này như một biểu tượng tái xuất hiện quyền cai trị. Tuy nhiên, ngày 3 tháng 10 năm 1945, Chủ tịch Hồ Chí Minh đã ký sắc lệnh bãi bỏ toàn bộ các cơ quan thuộc Phủ Toàn quyền Đông Dương và thiết lập một hệ thống cơ quan phục vụ chính phủ lâm thời Việt Nam tại đây. Sau khi tái chiếm Đông Dương, người Pháp đã sử dụng nơi đây làm nơi làm việc cho Ủy viên Cộng hòa tại Bắc Kỳ và Bắc Trung Kỳ (tiếng Pháp: Commissaire de la République pour le Tonkin et l'Annam du Nord). Năm 1954, Việt Minh đánh bại Pháp tại chiến dịch Điện Biên Phủ và chuyển chính quyền Việt Nam Dân chủ Cộng hòa về Hà Nội. Nơi đây được dùng làm Dinh thự cho Chủ tịch nước và bộ máy cơ quan giúp việc. Từ đó có tên gọi chính thức là Phủ Chủ tịch cho đến ngày nay.
Trong 15 năm, từ năm 1954 đến năm 1969, tại Phủ Chủ tịch, Chủ tịch Hồ Chí Minh đã tiếp trên 1000 đoàn đại biểu trong nước và ngoài nước. Đây cũng là nơi Chủ tịch Hồ Chí Minh nhiều lần đọc thơ chúc Tết đầu xuân nhân dịp năm mới.
Hồ Chí Minh nổi tiếng với việc Người không bao giờ vào sinh sống và làm việc trong Phủ mà chỉ tiếp khách tại đây. Thay vào đó, Người chuyển đến ở khu nhà của những người thợ điện phục vụ trước đây phía sau Phủ, nơi Người sống từ năm 1954-1969 và cũng là nơi Người gặp gỡ các nhà báo quốc tế và các đại diện ngoại giao.

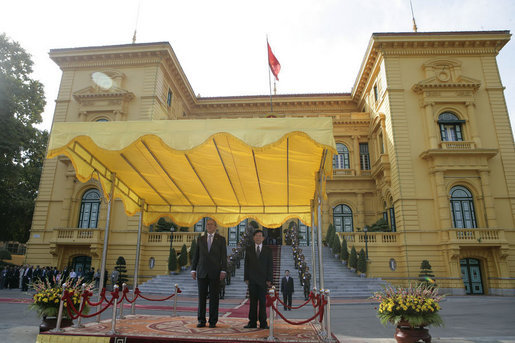
Chủ tịch nước Nguyễn Minh Triết đón Tổng thống Hoa Kỳ George W. Bush tại Phủ Chủ tịch, năm 2006

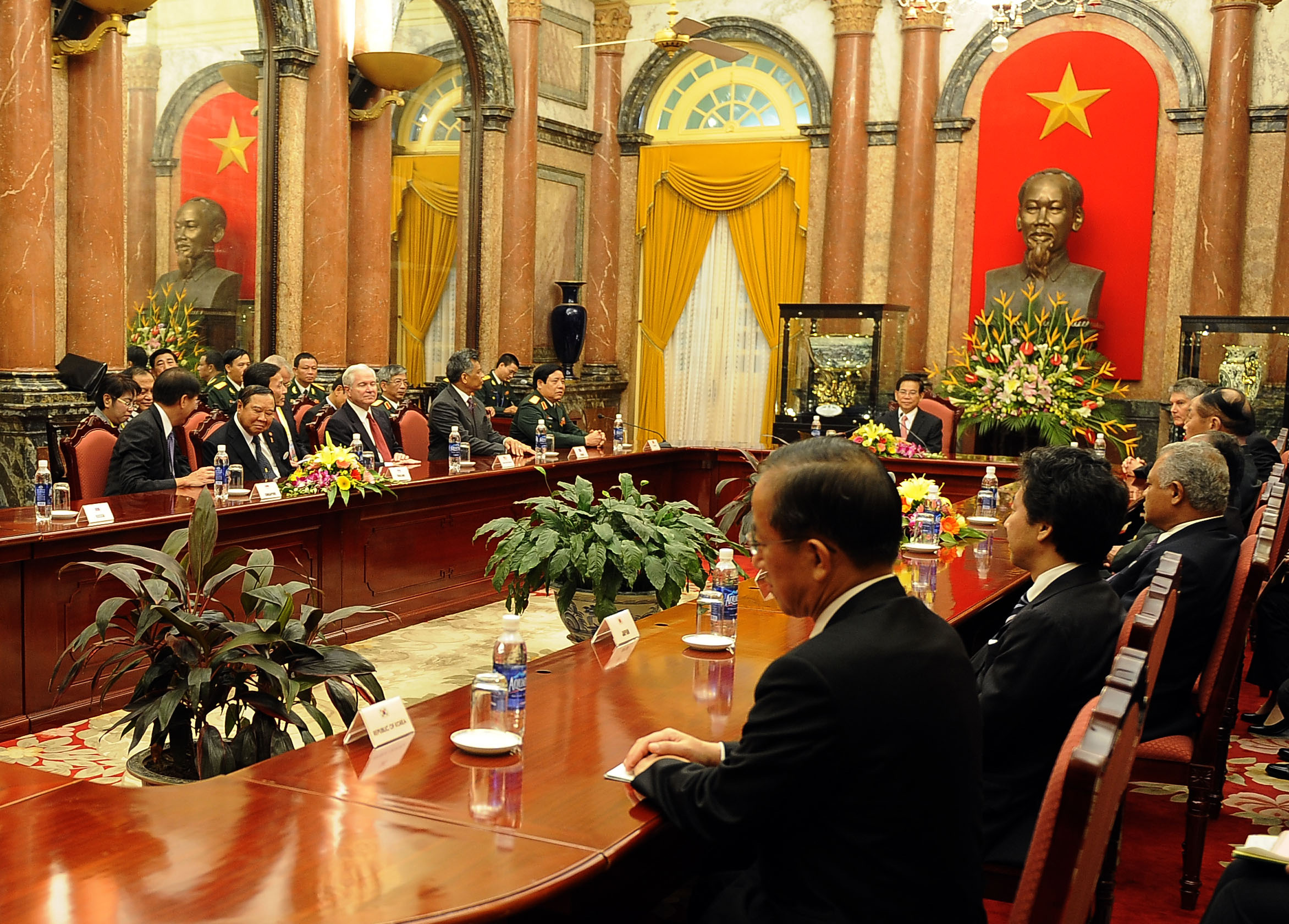
Bộ trưởng Quốc phòng Hoa Kỳ Robert Gates và các Bộ trưởng Quốc phòng thuộc khối ADMM+ (Hội nghị Bộ trưởng Quốc phòng ASEAN mở rộng) tiếp kiến Chủ tịch nước Nguyễn Minh Triết trong phòng Khánh tiết.

Nhà báo Úc Wilfred Burchett hồi tưởng về việc mong muốn được chụp một bức ảnh Chủ tịch Hồ Chí Minh tại nơi làm việc trong văn phòng của ông, nhưng Hồ Chí Minh trả lời: "Nhưng tôi không có một văn phòng làm việc nào. Nếu thời tiết tốt, tôi làm việc ngoài vườn, nếu trời mưa, tôi làm việc dưới mái hiên và nếu trời lạnh tôi làm việc trong phòng ngủ của tôi."
Sau năm 1975, Phủ Chủ tịch tiếp tục là nơi làm việc của Chủ tịch nước và dùng để đón tiếp các lãnh đạo, các quan chức cấp cao trên thế giới, các đại sứ tại Việt Nam. Phủ Chủ tịch cũng là nơi mà Chủ tịch nước phát biểu mỗi lần đến giao thừa và tổ chức các sự kiện quan trọng.  

## Tham quan
Sau khi Chủ tịch Hồ Chí Minh qua đời (ngày 2 tháng 9 năm 1969), Phủ Chủ tịch trở thành một trong những di tích lưu niệm về Hồ Chí Minh được Nhà nước xếp hạng là di tích đặc biệt quan trọng trong tổng thể Khu di tích Hồ Chí Minh tại Phủ Chủ tịch. Song từ đó đến nay toà nhà này vẫn là nơi làm việc của Chủ tịch nước; những hoạt động có ý nghĩa quan trọng của Đảng Cộng sản Việt Nam và Nhà nước Việt Nam vẫn được tiến hành trọng thể ở đây. Xung quanh là khu di tích lịch sử; và gần đó có Lăng Chủ tịch Hồ Chí Minh, bảo tàng Hồ Chí Minh, chùa Một Cột. Phủ không mở tự do cho công chúng, tuy nhiên có thể mua vé để vào tham quan khu vườn.
- Giờ mở cửa mùa hè: Sáng từ 7 h 30 đến 11h. Chiều từ 14h đến 16h.
- Giờ mở cửa mùa đông: Sáng từ 8h đến 11h. Chiều từ: 13h 30 đến 16h.
- Phí tham quan: 40.000 đồng[4]

## Hình ảnh

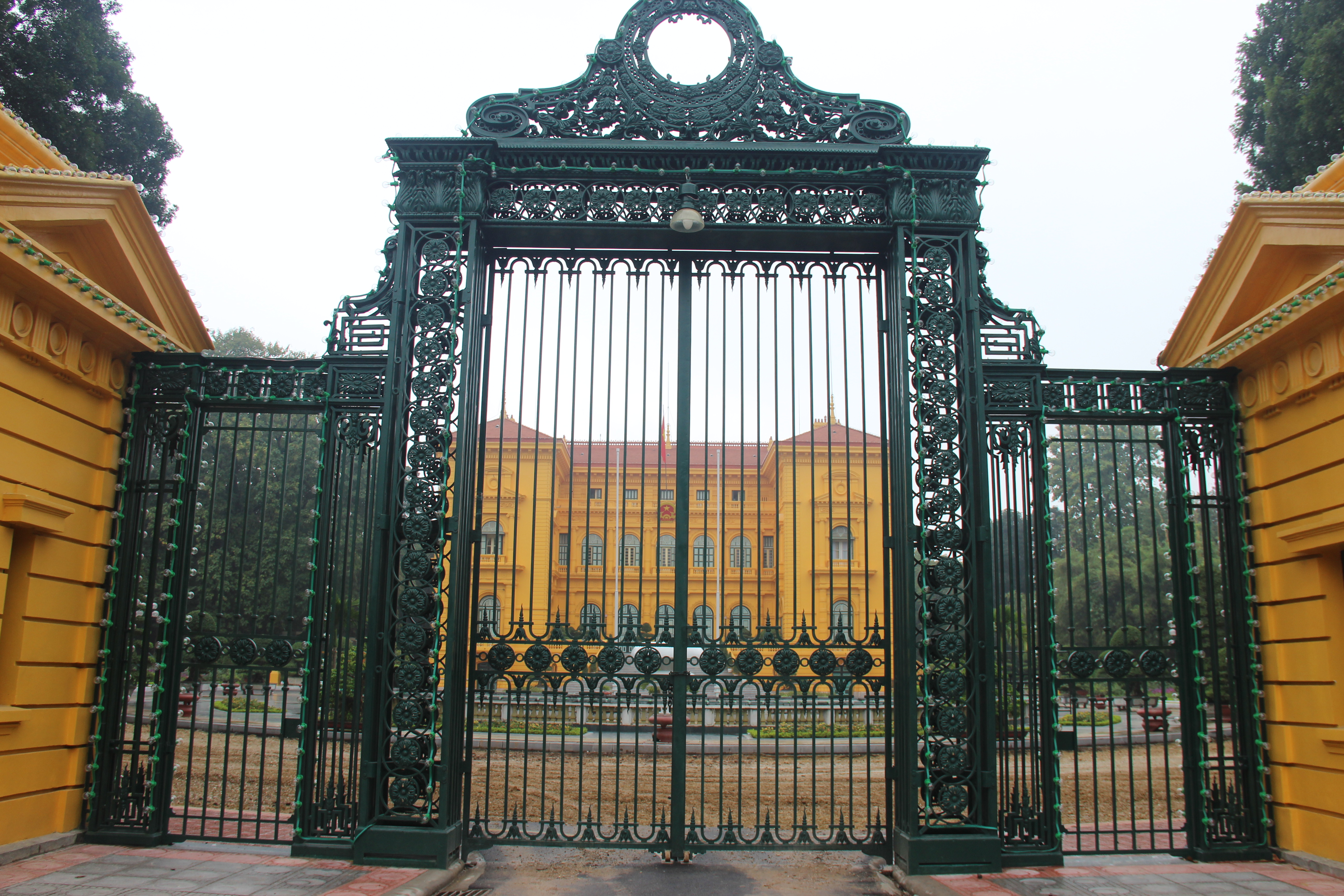
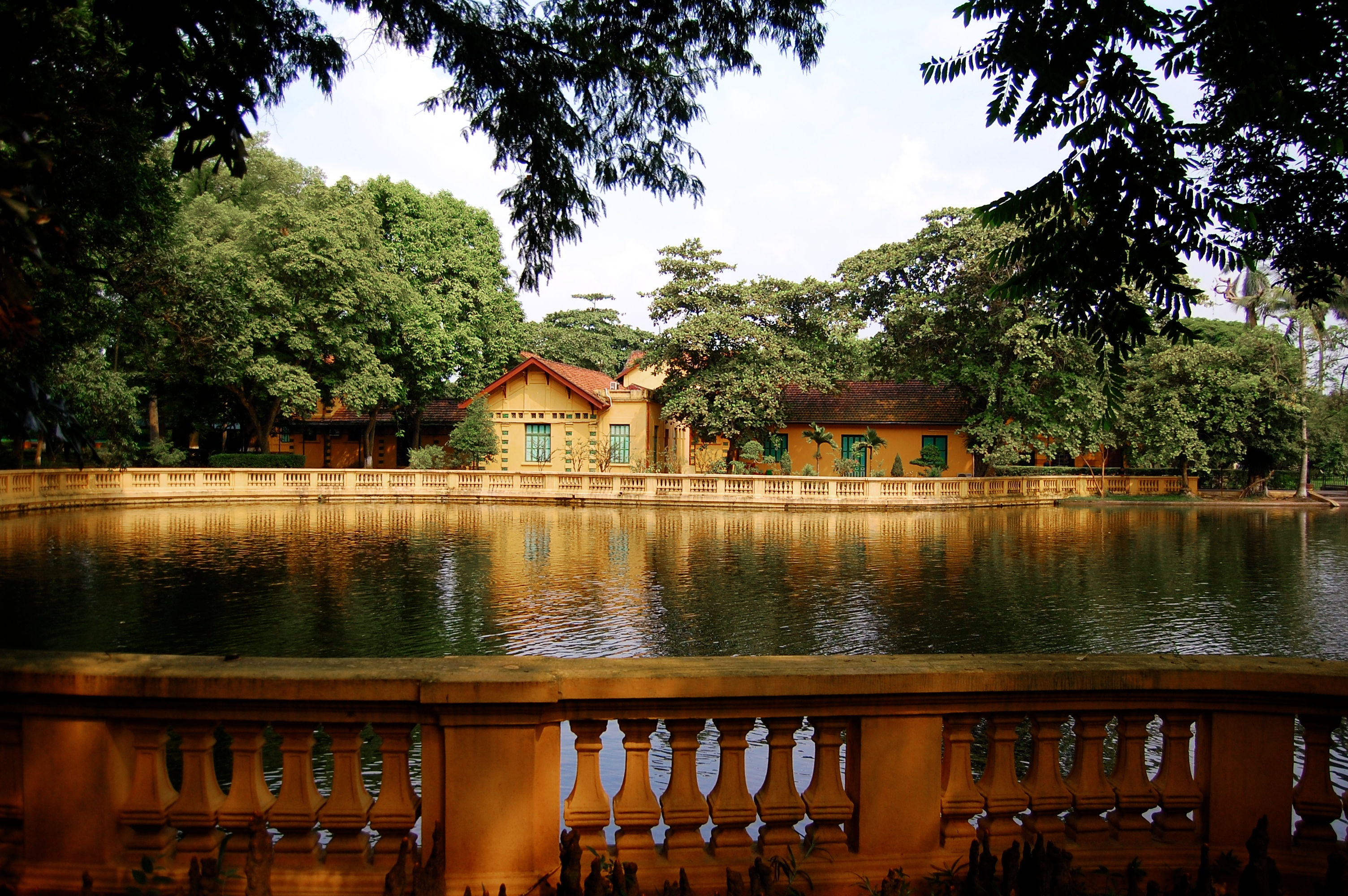
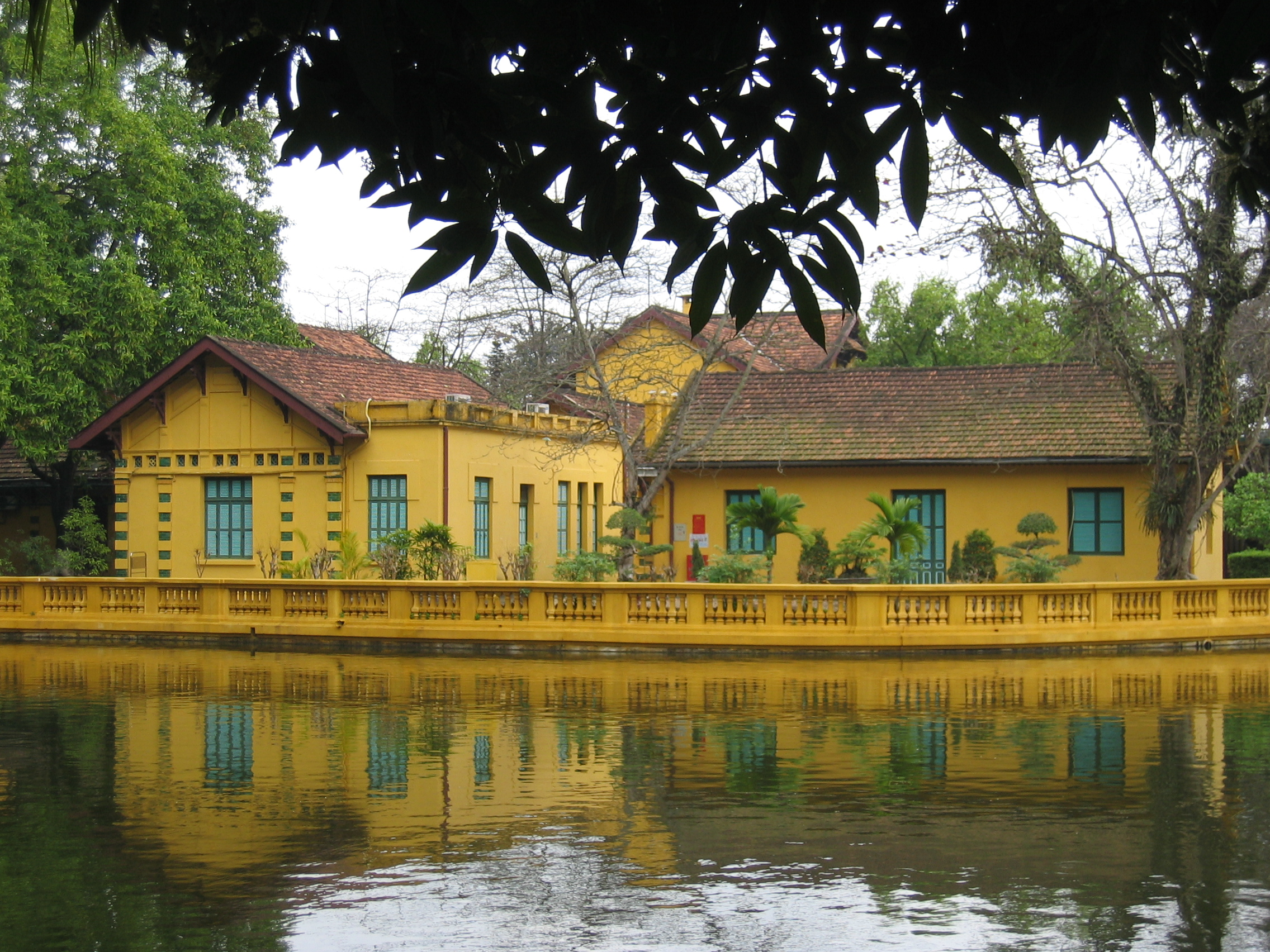
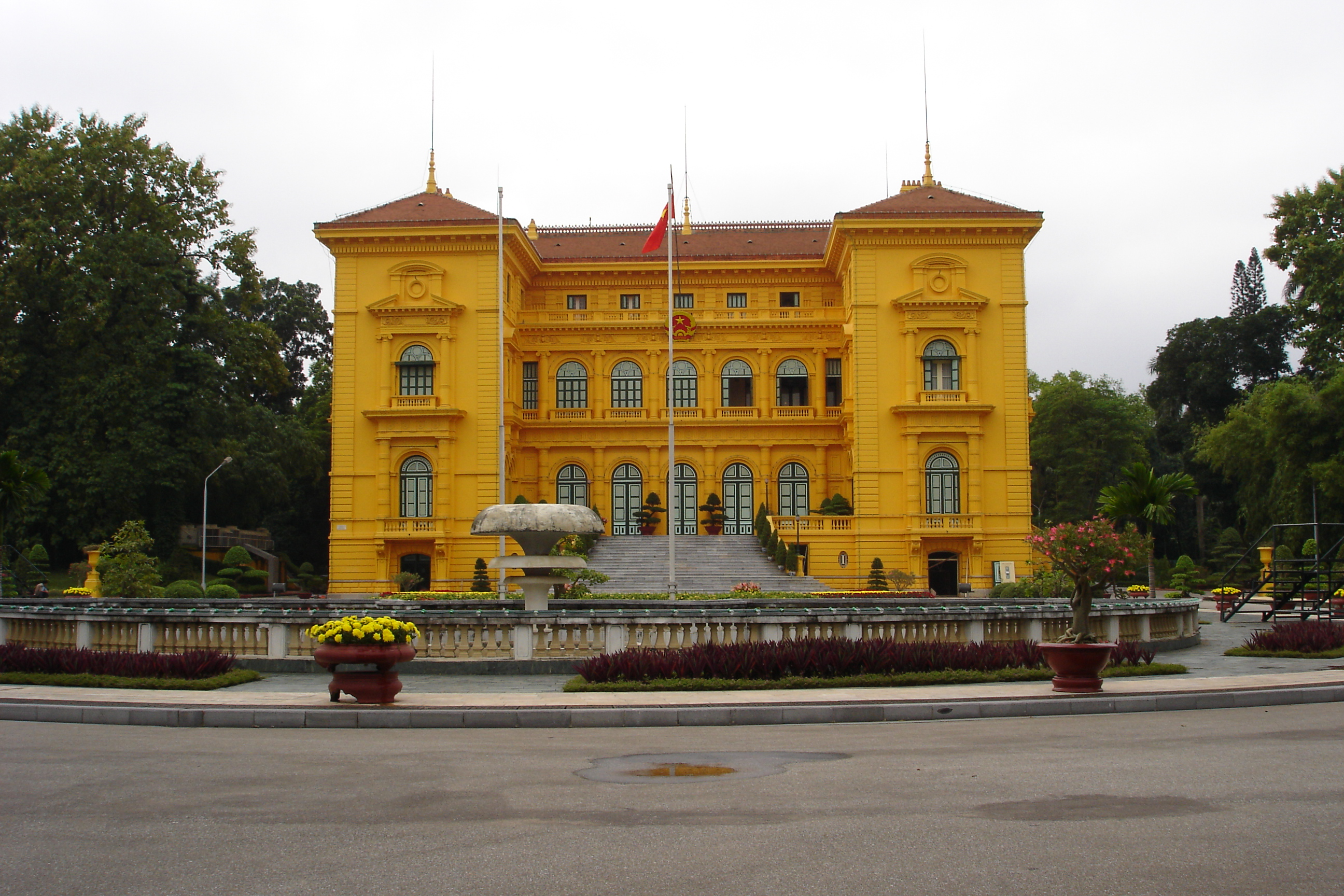
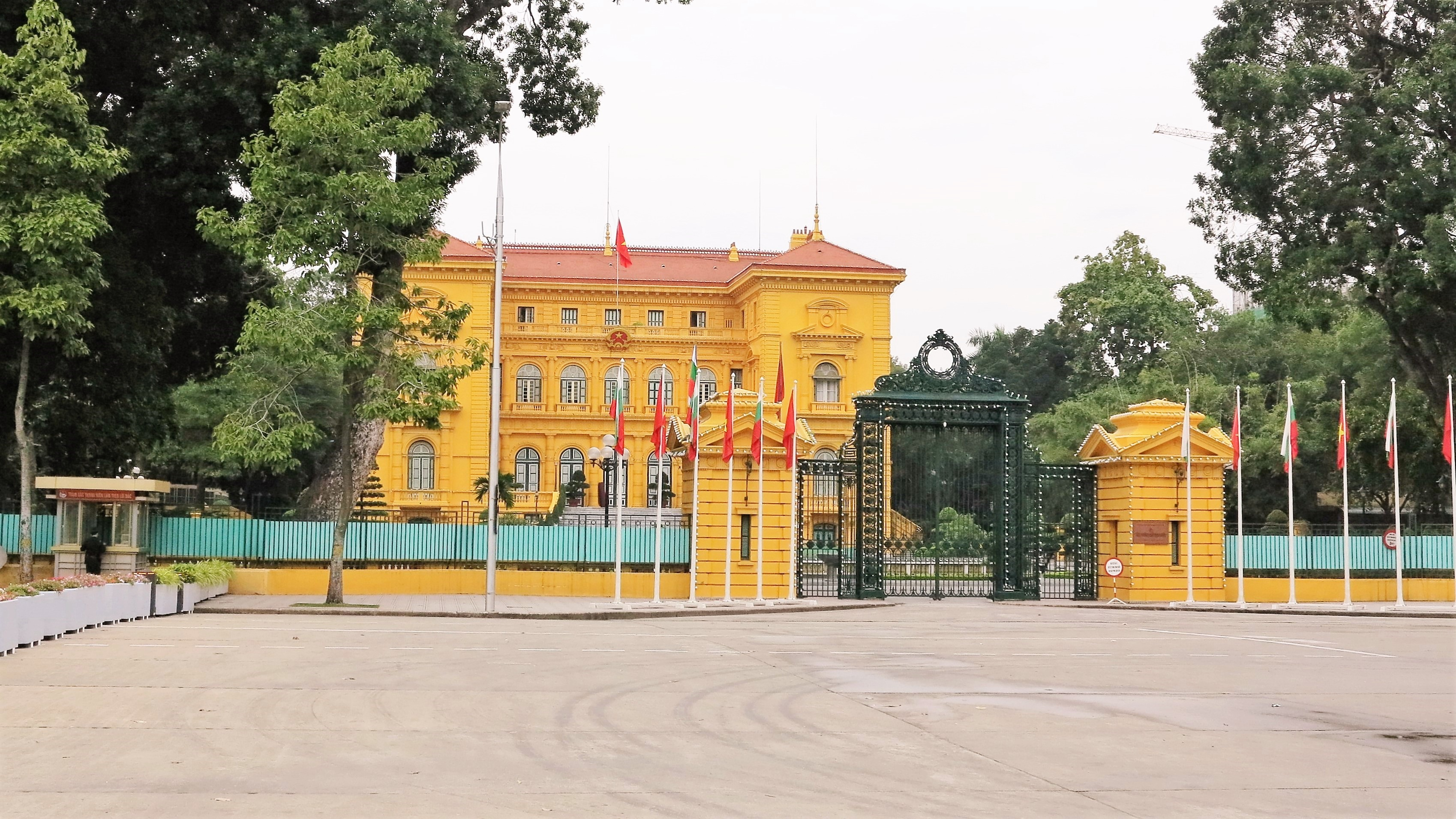